# Сутьєска (національний парк)
Національний парк Сутьєска (серб. Национални парк Сутјеска) — найстаріший національний парк у Республці Сербській, частині Боснії та Герцеговини. Його було створено 1962 року, він займає площу 17 250 га. Найближче місто до парку — Фоча. На території цього національного парку знаходиться один з чотирьох реліктових лісів Європи — Перучиця. Також у ньому розташована й найвища гора в РС — Маглич (2386 м над рівнем моря). Сутьєска входить у федерацію європейських національних парків EUROPARC.
У 1943 році в цих краях відбулась Битва на Сутьєсці або П'ятий німецький наступ. Вона вважається однією з найтяжчих битв Другої світової війни на території Югославії. На згадку про це 1971 року в Тєнтиштє побудовано пам'ятник партизанам, що входить до меморіального комплексу «Долина героїв».

## Флора
66 % території національного парку займають густі ліси. Також там є луги й гірські пасовища. Ліси особливо широко представлені на схилах гір на північному заході парку, в той час як в інших його районах гірські схили круті і скелясті. Гірські пасовища лежать на плато на висоті 1600 м над рівнем моря. Всього на території парку ростуть 2600 видів рослин і 100 видів грибів. Окреме природне багатство являє собою реліктовий ліс Перучиця, де ростуть буки й чорні сосни, вік деяких з них становить понад 300 років.

## Фауна
Фауна Сутьєски багата й різноманітна. В цьому національному парку мешкають ведмеді, вовки, серни, кабани, куниці, дикі кози тощо. Також там живуть близько 300 видів птахів, з яких 61 вид гніздиться в ньому.

## Галерея

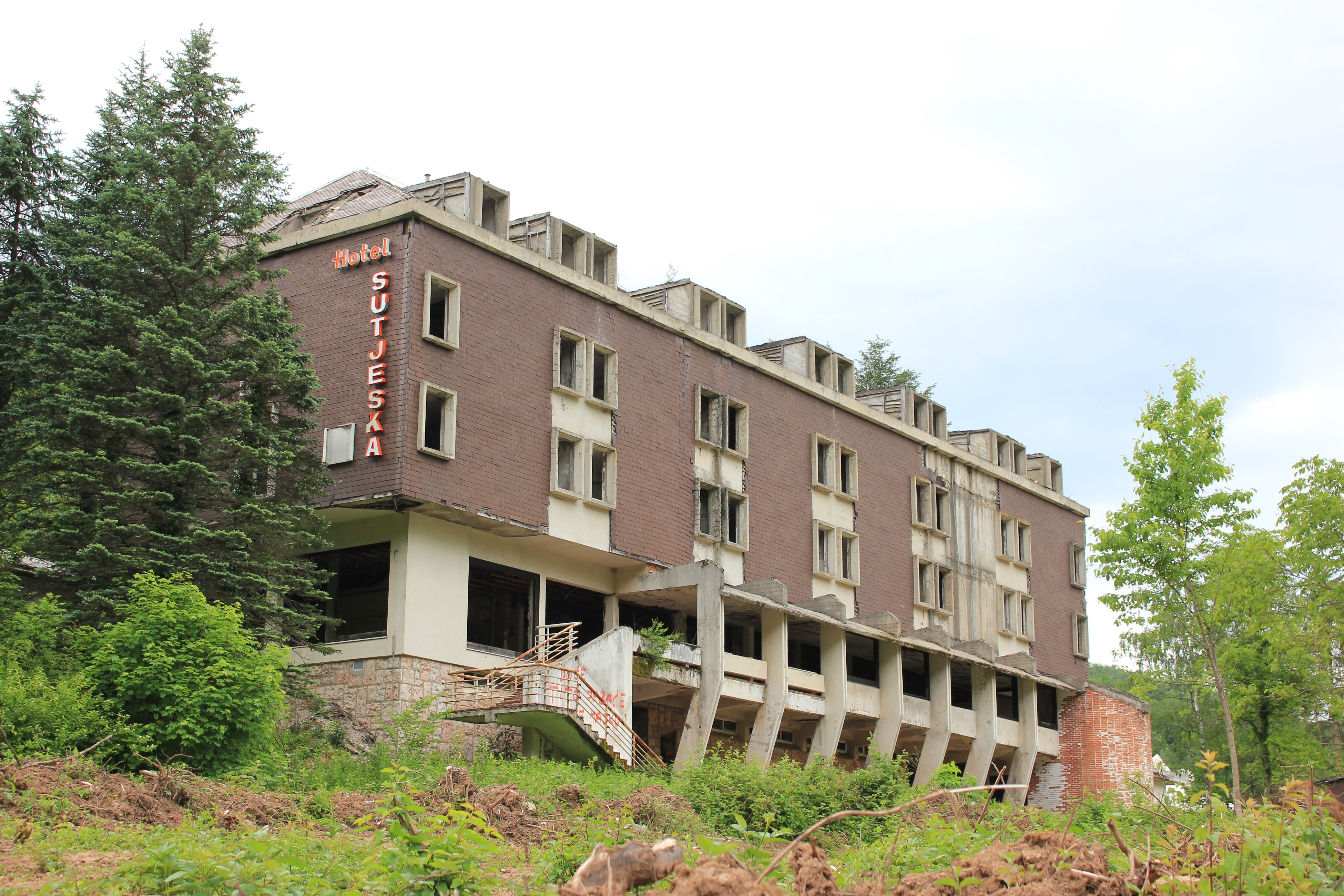
Готель «Сутьєска»
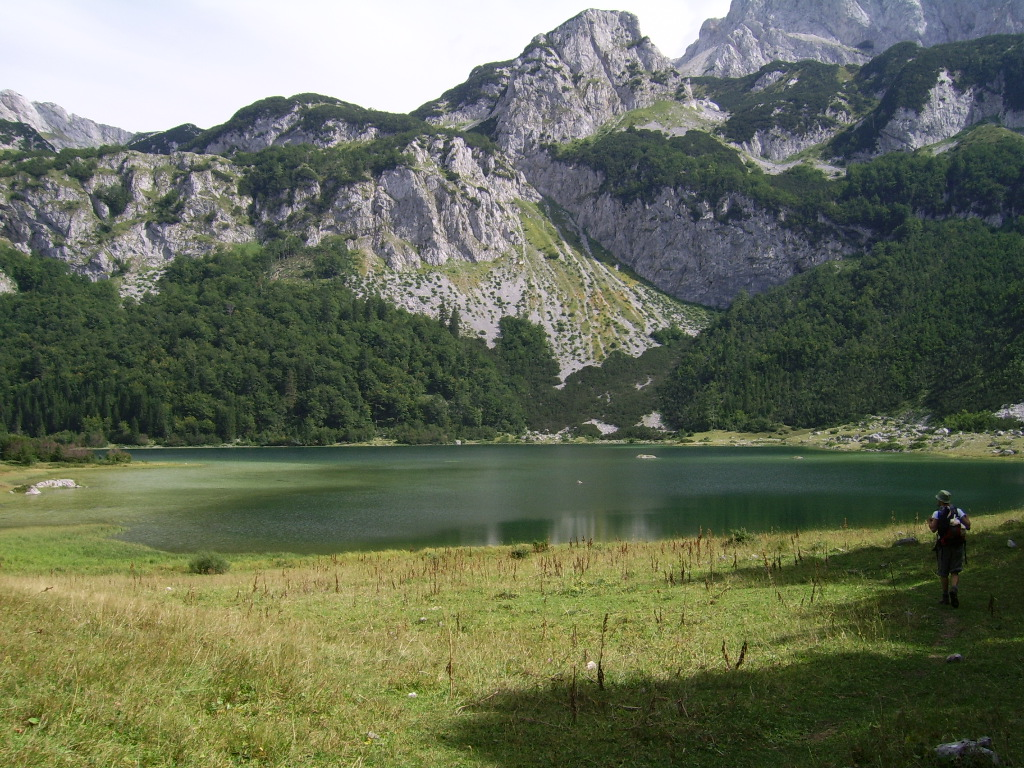
Трновачське озеро
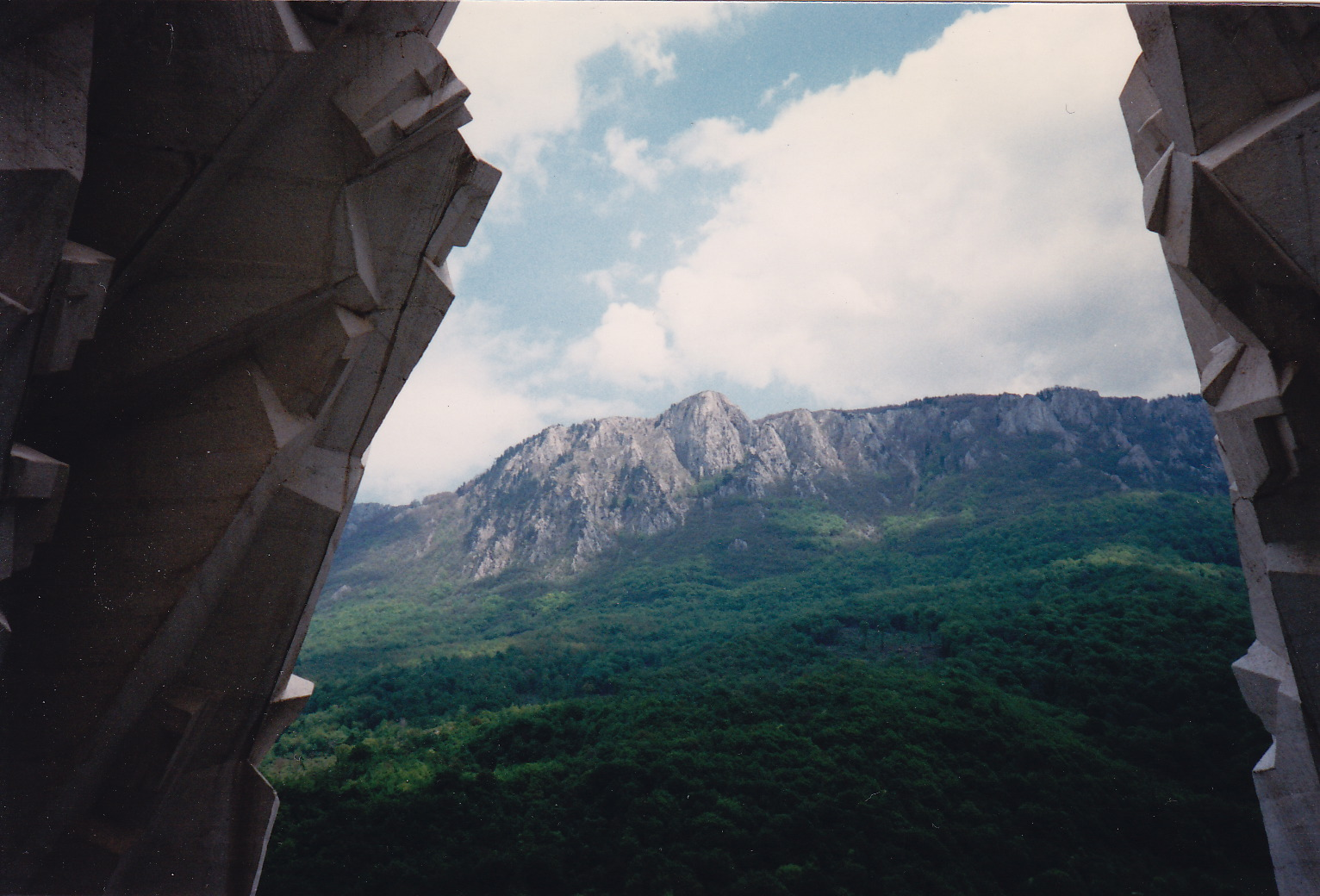
Національний парк у 1987 році

1. ↑  GeoNames — 2005.